# FK Sloboda Čačak
Sloboda Čačak, serb: Слобода Чачак – serbski klub piłkarski z Čačaka, utworzony w 1949 roku. Obecnie występuje w Srpska Liga Zapad.